# Distenia fulvipennis
Distenia fulvipennis är en skalbaggsart som beskrevs av J. Linsley Gressitt 1935. Distenia fulvipennis ingår i släktet Distenia och familjen långhorningar. Inga underarter finns listade i Catalogue of Life.